# Roudné
Roudné (deutsch Ruden) ist eine Gemeinde in Tschechien. Sie liegt fünf Kilometer südlich des Stadtzentrums von Budweis in Südböhmen und gehört zum Okres České Budějovice.

## Geographie

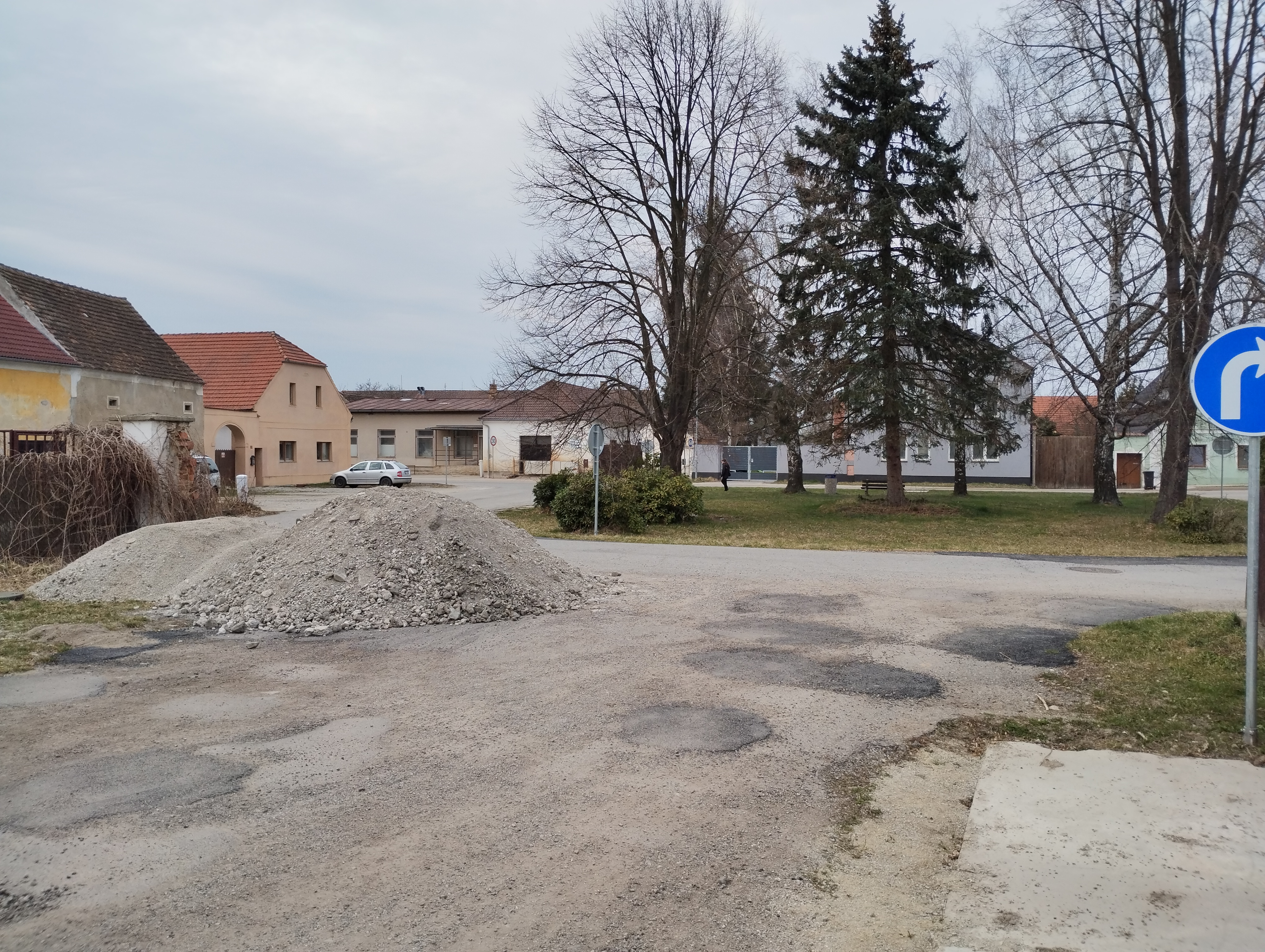
Dorfplatz

Roudné befindet sich am linken Ufer der Maltsch im Budweiser Becken. Gegen Nordosten liegt der Teich Hodějovický rybník. Im Osten erhebt sich in der Lischauer Schwelle (Lišovský práh) der Hůrecký kopec (541,7 m) und südöstlich der Zlatý jelen (478 m). Östlich verläuft jenseits der Maltsch die Bahnstrecke České Velenice–České Budějovice, und westlich des Dorfes die Bahnstrecke Linz Hbf–Summerau–České Budějovice. Im Süden des Gemeindegebiets verläuft die Dálnice 3 mitsamt einer Anschlussstelle für Roudné.
Nachbarorte sind Rožnov, Mladé und Nové Hodějovice im Norden, Staré Hodějovice im Nordosten, Doubravice im Osten, Nedabyle und Vidov im Südosten, Lorenc und Plav im Süden, Lesní Kolonie, Včelná, U Karla und Poříčí im Südwesten, Černý Dub und Homole im Westen sowie Planá und Nové Roudné im Nordwesten.

## Geschichte
Nach Ansicht des Stadtarchivars Reinhold Huyer gehörten die neun Gehöfte zu dem 1263 als Besitz des Čéč von Budivojovice nachweislichen Hof Zabore (Záboří) oder bildeten diesen gar. Der Hof ging später in den Besitz der Stadt Budweis über, blieb aber ein landesherrliches Lehn.
Die erste schriftliche Erwähnung von Hrudny erfolgte am 3. April 1411 im Zuge des Erbfalls des verstorbenen Kunc von Mlade. Besitzer des Hofes war seit der zweiten Hälfte des 14. Jahrhunderts der Budweiser Bürger Nikolaus Faulfisch, dessen Sohn Stephan Hrudny 1418 dem Krämer Jakub Brníř verkaufte. Anschließend gehörte Hrudny verschiedenen Adligen. Ab 1487 gehörte der Hof erneut Budweiser Bürgern. Zwischen 1501 und 1505 kaufte die Stadt Budweis beide Hälften des Dorfes von Benesch Klaritz (Beneš Klaric) bzw. Ladislaw Schititz (Ladislav Šitéř) auf. Nach dem Tode von Matthias Ramschissl folgte ein langwieriger Streit um den Ramschissl-Hof, den die Stadt schließlich 1539 zurückgewinnen konnte. Wenig später wurde der Hof aufgelöst und aufgeteilt. Bis 1713 bestand der Ort immer aus neun Gehöften und wuchs danach an. Im Jahre 1840 bestand Ruden / Raudne aus 23 Häusern mit 153 Einwohnern. Zum Ort gehörten zwei südlich gelegene Rustikal-Chaluppen (Lorenc). Pfarrort war Payreschau. Bis zur Mitte des 19. Jahrhunderts blieb das Dorf immer der Stadt Budweis untertänig.
Nach der Aufhebung der Patrimonialherrschaften bildete Ruden / Roudné ab 1850 einen Ortsteil der Gemeinde Rožnov / Strodenitz in der Bezirkshauptmannschaft und dem Gerichtsbezirk Budějovice/Budweis. 1869 bestand das Dorf aus 31 Häusern und hatte 194 Einwohner. Im Jahre 1885 löste sich Ruden von Rožnov los und bildete eine eigene Gemeinde. Im Jahre 1910 hatte Ruden/Roudné 198 Einwohner, davon waren 157 Deutsche und 41 Tschechen. Das Dorf gehörte zur deutschen Sprachinsel um Budweis. Nach der Gründung der Tschechoslowakei 1918 erfolgte ein zunehmender Zuzug von Tschechen. Im Jahr 1930 bestand Roudné aus 71 Häusern und hatte 295 Einwohner, darunter waren 216 Tschechen und 78 Deutsche. Am 1. Januar 1953 wurde Vidov eingemeindet. In den 1960er Jahren entstand zwischen Roudné und Rožnov der Budweiser Stadtteil Nové Roudné. Seit den 1980er Jahren wuchs Roudné mit Nové Roudné zusammen, wobei auf den Fluren von Roudné eine ebenfalls Nové Roudné genannte Siedlung entstand. Die Dorfschule wurde 1976 geschlossen. Nach einem Referendum löste sich Vidov am 24. November 1990 wieder los und bildet seitdem eine eigene Gemeinde. Beim Zensus von 1991 lebten in den 128 Häusern von Roudné 458 Menschen; das Dorf Roudné bestand aus 80 Häusern mit 295 Einwohnern, die Siedlung Nové Roudné umfasste 48 Häuser mit 163 Bewohnern. Im Jahre 2001 wurden in der Gemeinde 171 Wohnhäuser mit 554 Einwohnern gezählt. 2009 wurde eine neue Brücke über die Maltsch errichtet. Roudné hat heute den Charakter eines Vorortes von České Budějovice.

## Gemeindegliederung
Für die Gemeinde Roudné sind keine Ortsteile ausgewiesen. Zu Roudné gehören die Einschicht Lorenc und ein Teil der Siedlung Nové Roudné. Grundsiedlungseinheiten sind Nové Roudné (Neu Ruden) und Roudné.

## Bevölkerungsentwicklung
| Jahr      | 1869 | 1880 | 1890 | 1900 | 1910 | 1921 | 1930 | 1950 | 1961 | 1970 | 1980 | 1991 | 2001 | 2011 | 2021 |
| --------- | ---- | ---- | ---- | ---- | ---- | ---- | ---- | ---- | ---- | ---- | ---- | ---- | ---- | ---- | ---- |
| Einwohner | 194  | 192  | 169  | 176  | 198  | 224  | 295  | 323  | 361  | 370  | 424  | 458  | 554  | 1058 | 1389 |

## Sehenswürdigkeiten
- Nischenkapelle am Dorfplatz

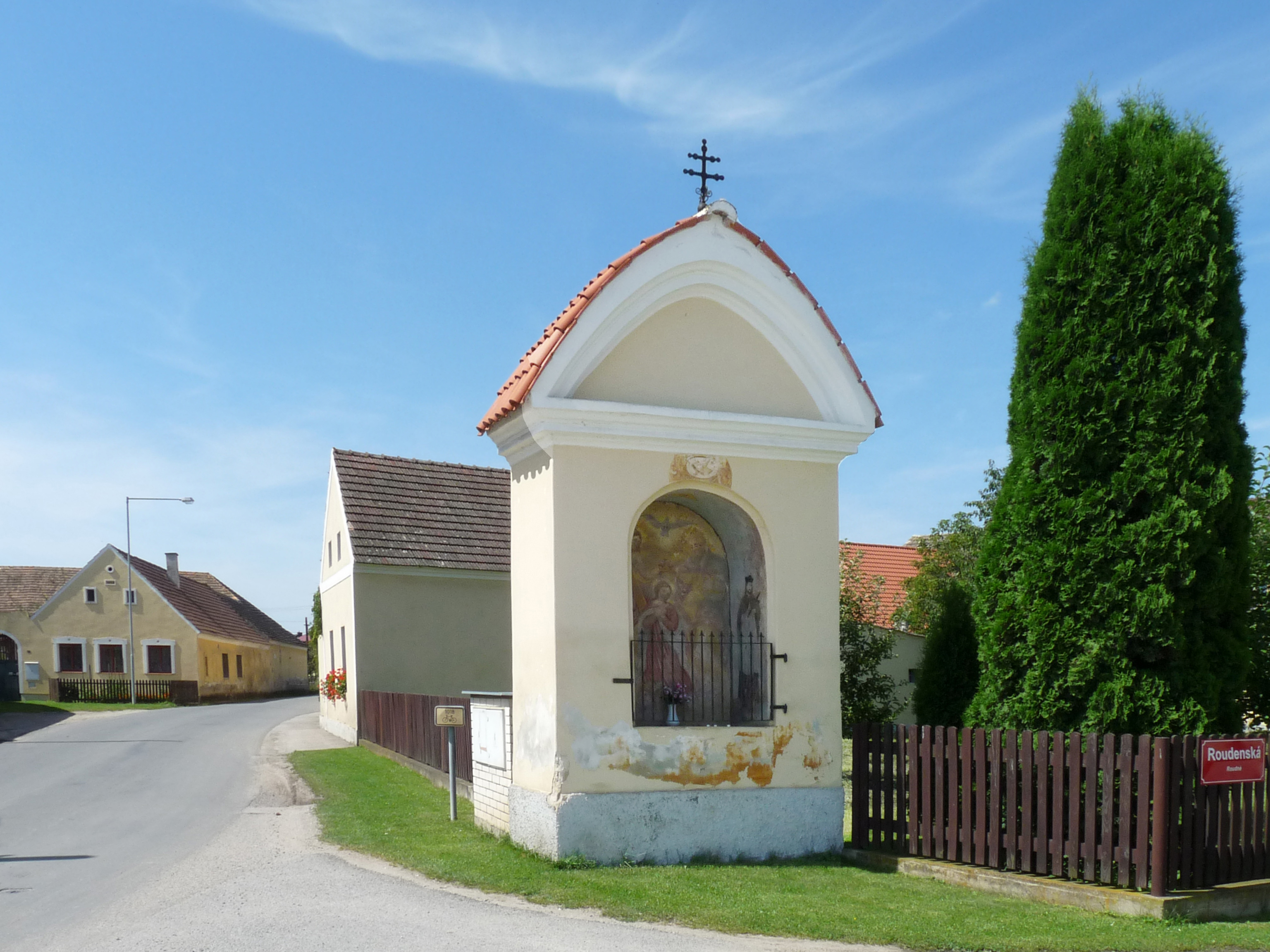
Nischenkapelle auf dem Dorfplatz

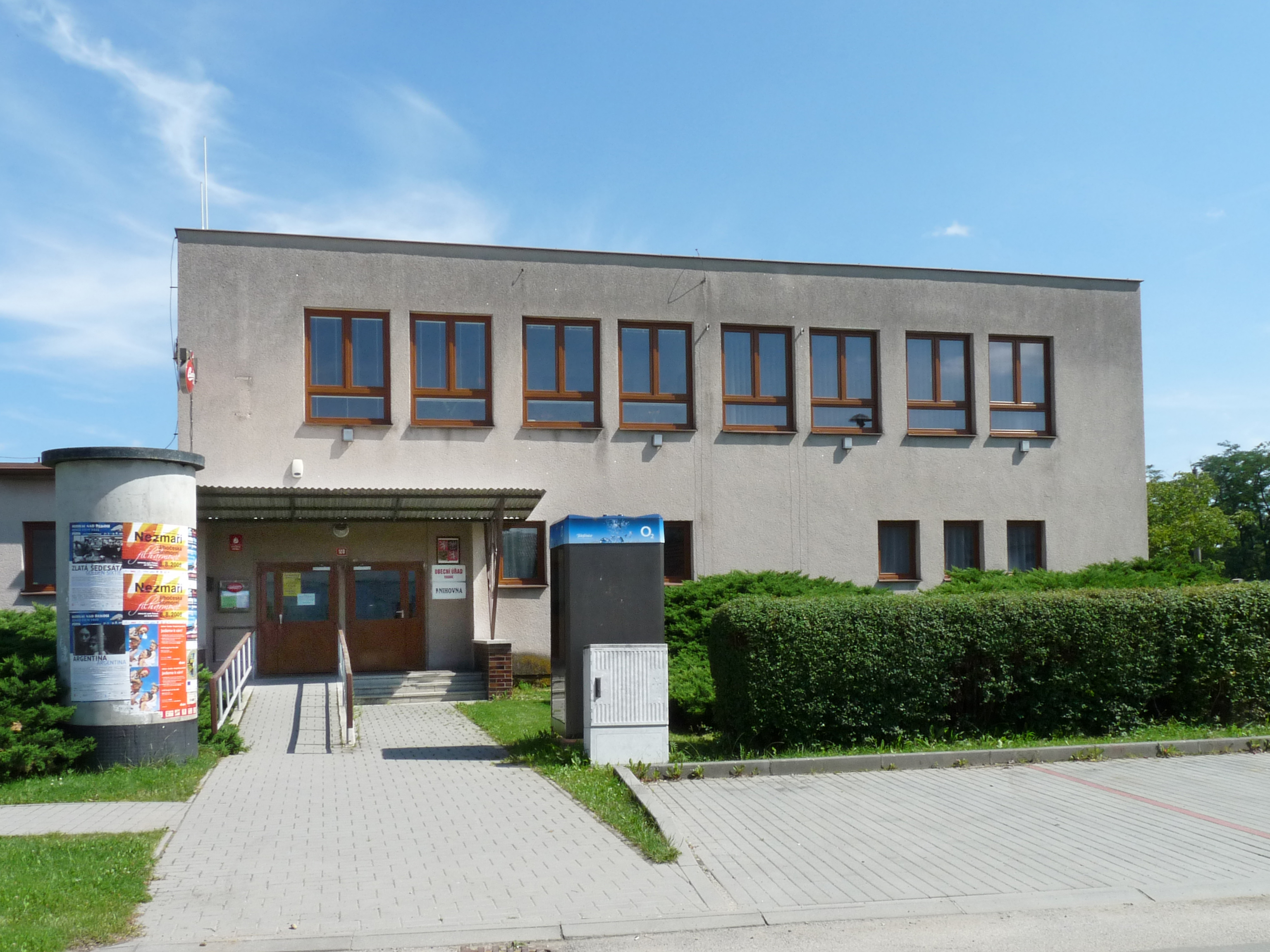
Gemeindeamt

- Naturschutzgebiet Tůně u Špačků, abgeworfener Mäander der Maltsch nördlich von Roudné
- Gehöfte im Bauernbarockstil am Dorfplatz